# Jäkärlä
Jäkärlä est un quartier du district Maaria-Paattinen à Turku en Finlande,.

## Description
Jäkärlä est situé à environ 15 kilomètres au nord du centre-ville, près de la limite de Lieto.
La route de Tampere et la voie ferrée Turku-Toijala traversent Jäkärlä.
Jäkärlä est situé sur les rives de la rivière Paattistenjoki, et du côté sud de celui-ci se trouve le bassin de Maaria (fi).
Le centre de Jäkärlä est situé au sommet d'une colline, et la plupart des immeubles résidentiels  ont été construits autour de la colinne. 
Jäkärlä compte aussi beaucoup de maisons mitoyennes et de maisons individuelles, notamment aux bords de la zone, comme à Haihu.

## Histoire
Jäkärlä a eu une zone habitée à l'âge de pierre. 
De nombreuses céramiques de  Jäkärlä ont été trouvées dans sa région, qui forme une branche clairement distincte de la céramique au peigne.
La colonie se trouvait sur le terrain de Tiilitehtaa, où un chemin de l'âge de pierre a ensuite été construit. 
Jäkärlä est l'un des premiers endroits de Turku qui a été habité à l'âge de pierre : lorsque Turku lui-même était encore sous la mer, le point culminant de Jäkärlä, situé sur le terrain de Tiilitehta, était au-dessus du niveau de l'eau.

## Transports
Les lignes de bus 22 et 22C des transports publics de la région de Turku (fi)  circulent entre le centre-ville de Turku et Jäkärlä via Yli-Maaria, et les lignes 22A, 22B et 82 longent Paimalantietä.

## Galerie

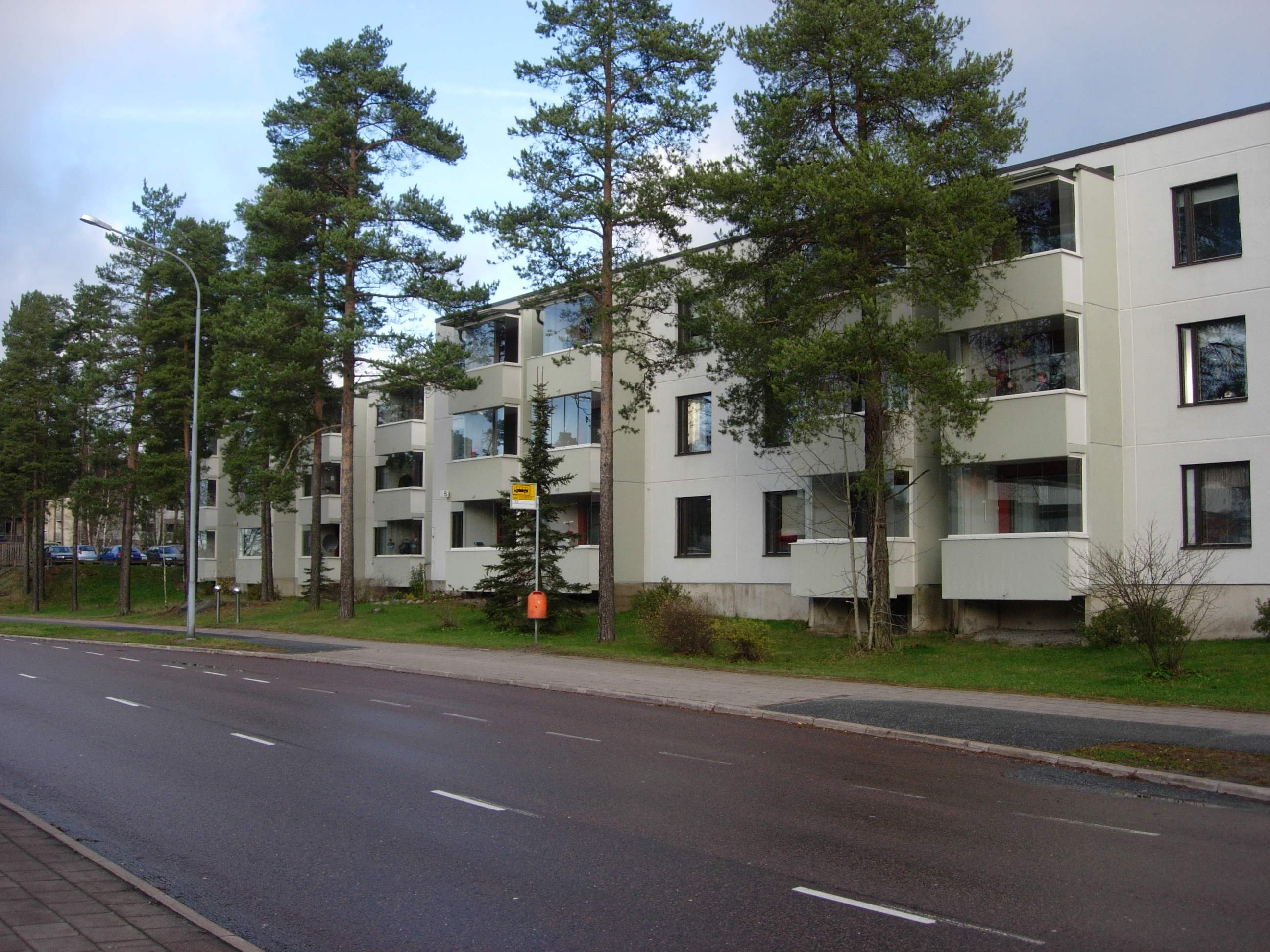
Puistokatu 17.
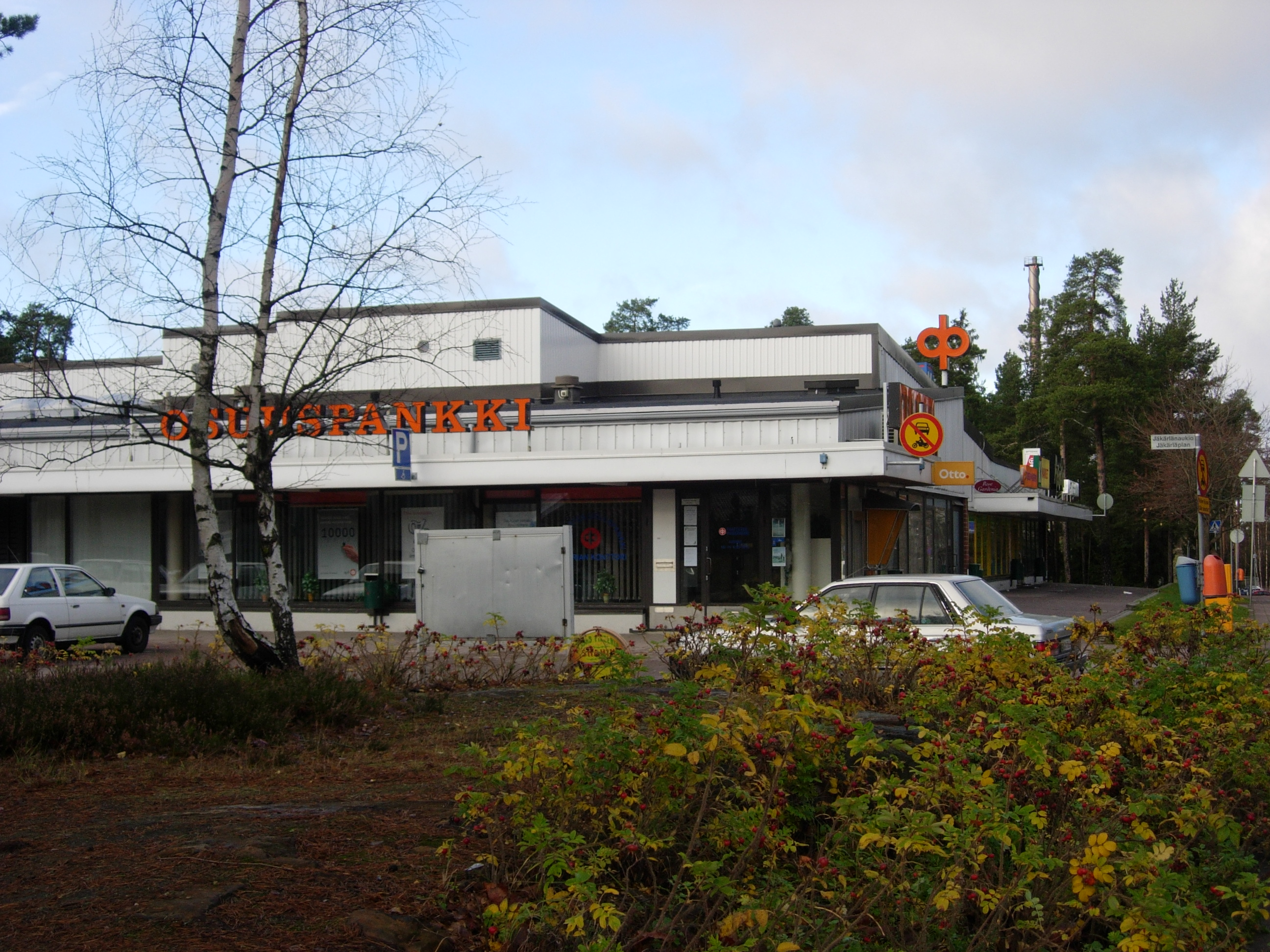
Centre commercial de Jäkärlä.
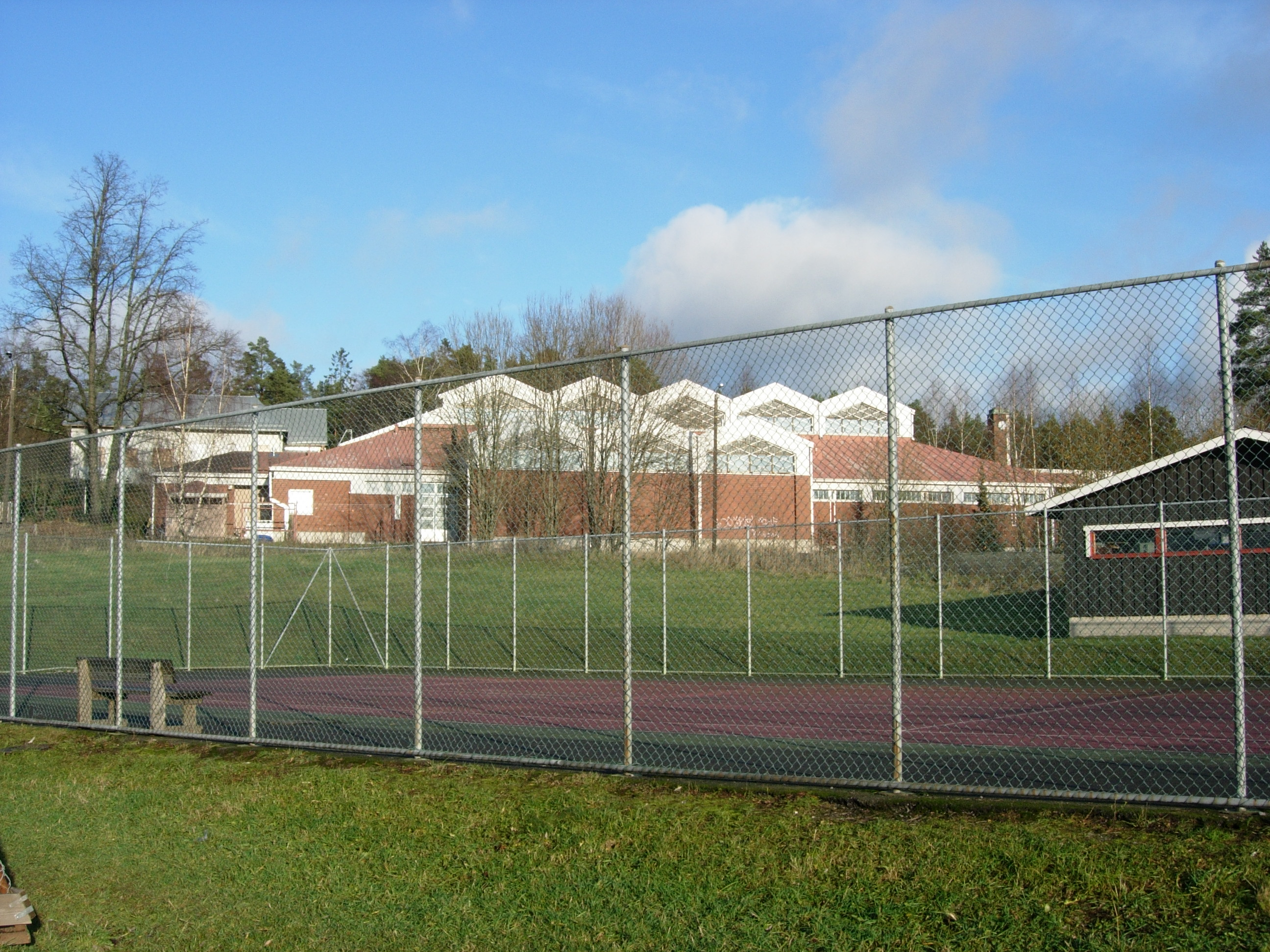
Gymnase de Jäkärlä.
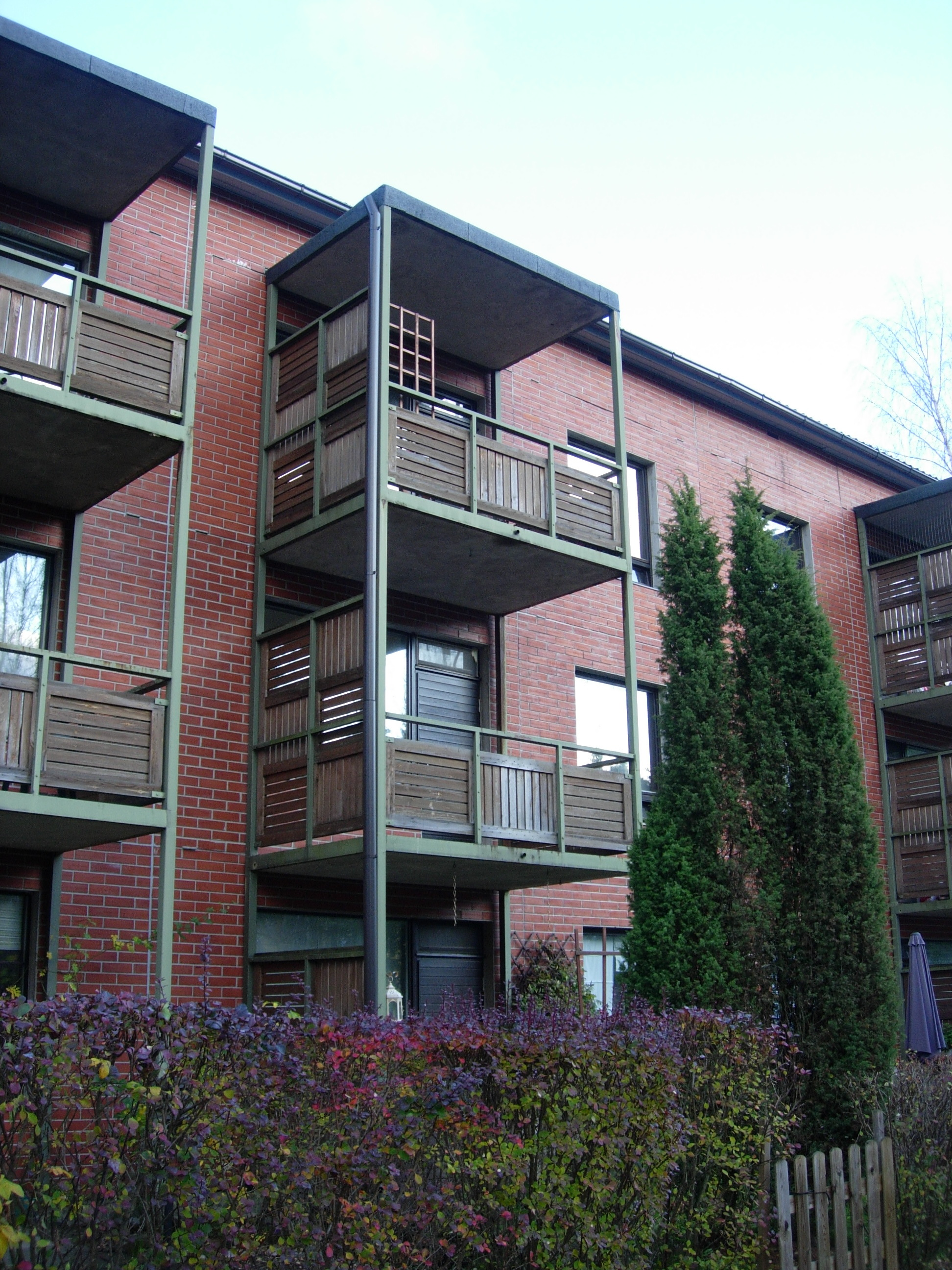
Talolankatu 8.
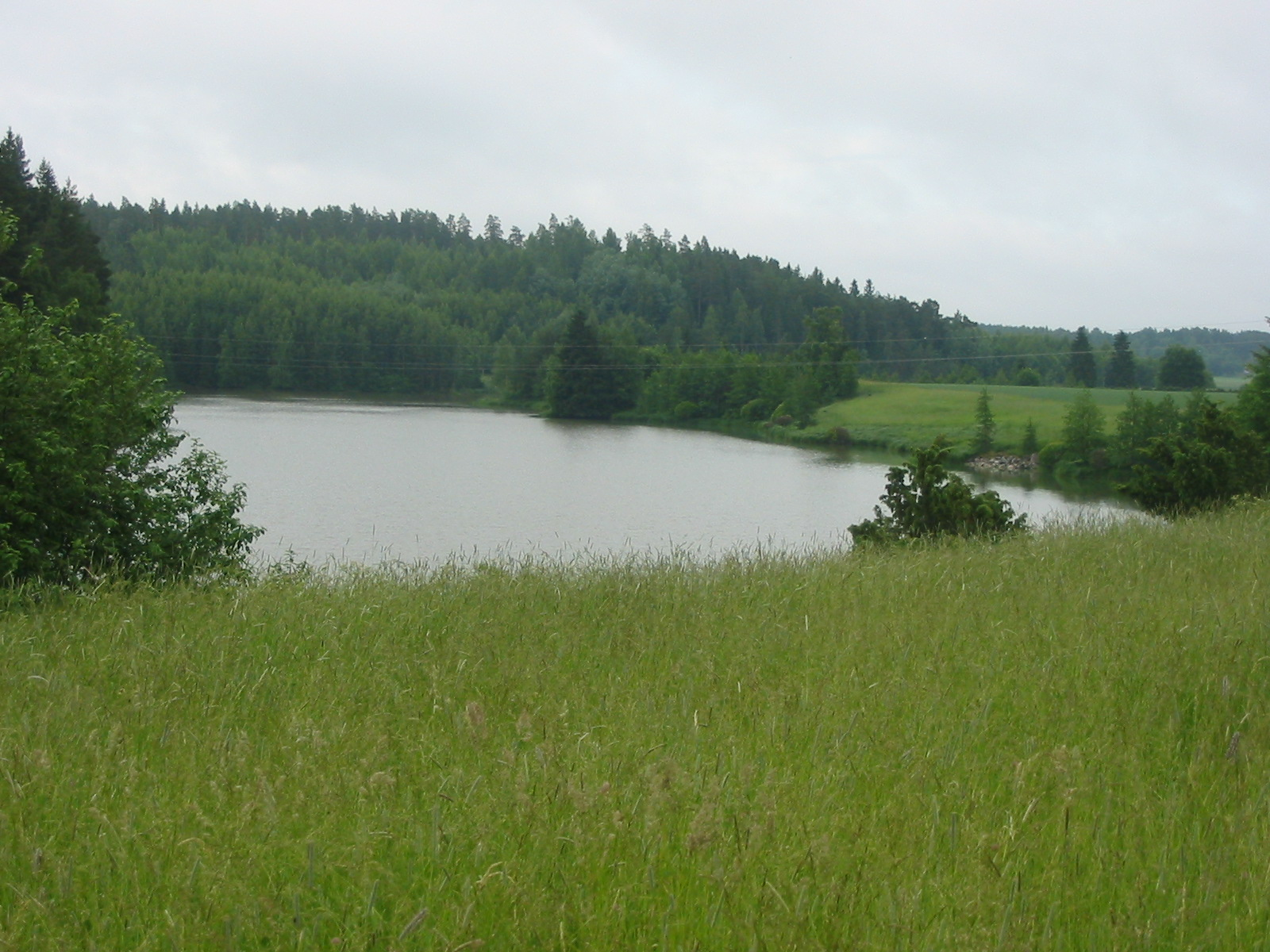
Bassin de Maaria.